# 小川忠男
小川 忠男（おがわ ただお、1945年3月19日 -  ）は、日本の官僚。都市再生機構理事長を務めた。

## 来歴・人物
富山県出身。1967年に東京大学法学部を卒業し、同年に建設省に入省。1999年7月に大臣官房長、2001年1月に国土交通審議官を経て、2008年7月に都市再生機構理事長に就任。2012年7月に退任。